# Egger Leo
Egger Leo vagy Egger Leó (Pest, 1865. december 11. – Budapest, 1925. augusztus 18.) gyógyszerész.

## Életpályája
Egger Adolf (1826–1874) cukrász és Blau Júlia fia. Kezdetben bátyja, Egger Izidor (1856–1899) gyógyszerész bécs-nussdorfi gyógycukorka-gyárában dolgozott. 1889-ben a Bécsi Egyetemen gyógyszerészi, 1891-ben kémiadoktori oklevelet szerzett. Ezután francia és német vegyi gyárakban bővítette ismereteit. Két éven át az Amerikai Egyesült Államokban dolgozott gyógyszerészként. Bátyjával – aki két évvel később Bécsben elhunyt – 1897-ben megvette a budapesti VI. kerületi Váci körúton lévő Nádor patikát. 1911-ben a gyógyszertárat eladta.
Felesége Auspitz Regina Rinka volt, Auspitz Pál és Kohn Gizella lánya, akivel 1899. június 10-én Budapesten, a Józsefvárosban kötött házasságot.

## Gyógyszergyára
A patika eladása után alapították meg a Dr. Egger Leo és Egger Izidor Gyógyszerészeti és Vegyészeti Cikkek Gyára elnevezéssel a céget, amely később gyárrá bővült Kőbányán. Egger hozta forgalomba a német Neosalvarsan (arsenobenzol) injekcióhoz hasonló készítményt, Revival néven. Fennmaradt a Budapest VI. Révai u. 12. alatt működő cég mellpasztilla-hirdetése is.
Egger Leo halála után a vállalat 1930-ban özvegye, özv. dr. Egger Leóné és gyermekei, dr. Egger Iván és Egger Mária tulajdonába került. Mint családi vállalat, közkereseti társaság, maradt meg, amíg a Dr. Egger Gyógyszervegyészeti Gyárat (Budapest, X. kerület, Füzér u. 30.) a második világháború után, 1948-ban államosították. Jogutódja – több egyéb vállalattal együtt – az EGYT lett.

## Írásai
- Franciaország gyógyszerészetéről (Gyógyszerészi Közl., 1893. 30. sz.)
- A hypodermikus gyógykezelés rövid vázlata (Gyógyszerészi Almanach, Budapest, 1897)